# Kompalle
Kompalle es una ciudad censal situada en el distrito de Medchal Malkajgiri  en el estado de Telangana (India). Su población es de 15575 habitantes (2011). Forma parte del área metropolitana de Hyderabad.

## Demografía
Según el censo de 2011 la población de Kompalle era de 15575 habitantes, de los cuales 7878 eran hombres y 7697 eran mujeres. Kompalle tiene una tasa media de alfabetización del 81,61%, superior a la media estatal del 67,02%: la alfabetización masculina es del 86,29%, y la alfabetización femenina del 76,84%.